# Svoge Knoll
Der Svoge Knoll (englisch; bulgarisch Свогенска могила Swogenska mogila) ist ein 560 m hoher und vereister Hügel auf der Livingston-Insel im Archipel der Südlichen Shetlandinseln. Er ragt 0,62 km südwestlich des Mount Bowles, 3,57 km östlich des Rezen Knoll und 3,1 km nordöstlich des Orpheus Gate im Bowles Ridge auf.
Bulgarische Wissenschaftler kartierten ihn im Zuge der Vermessungen der Tangra Mountains zwischen 2004 und 2005. Die bulgarische Kommission für Antarktische Geographische Namen benannte ihn 2005 nach der Stadt Swoge im westlichen Balkangebirge in Bulgarien.